# SMS Tátra
Az SMS Tátra az Osztrák–Magyar Monarchia haditengerészetének Tátra-osztályú rombolója, és mint ilyen, az osztály névadó hajója. Építése az első világháború előtt kezdődött, a háborút végigharcolta, majd az olaszokhoz került, akik szétbontották.

## Építése
A Monarchia hadvezetése az 1900-as évekre belátta, hogy a nagy csatahajók, (dreadnoughtok), valamint értékes egységek védelmére gyors torpedónaszádok, rombolók szükségesek. Ennek az elhatározásaként először a Huszár-osztályt állították hadrendbe, majd következett ennek módosított, feljavított változata, a Tátra-osztály.
Az osztály névadó hajójának gerincét 1911. október 19-én fektették le a Ganz Danubius fiumei üzemében. A vízre bocsátás kicsit több, mint egy évvel ezután történt meg, 1912. november 5-én. Szolgálatba 1913. október 12-én állt. Póla volt az állomáshelye a háború kitöréséig. Nevét (mint az osztály többi hajója is) földrajzi névről, mégpedig az akkor még a Magyar Királyság területén lévő Magas-Tátráról kapta.

## Bevetések
A Tátra azon hajók közé tartozott, amelyek a háború során rengeteg bevetést teljesítettek, végigharcolták a konfliktust elejétől a végéig. Mivel mozgékony egység volt, ezért az átlagnál is többször szerepelt bevetésekben.
- 1914. augusztus 7-én a parancs szerint a flottával együtt osztrák kikötőbe kíséri a német SMS Goeben csatacirkálót és SMS Breslau cirkálót.
- 1914. október 17-18-án felderítés Pelagosa és Bari körzetében
- 1914. december 12-én felderítő út a Helgolnad gyorscirkálóval
- 1915. február 18-19-én bevetés az Otrantói-szorosban a Helgolanddal
- 1915. május 4-én kifut a német Schmidt tengerész főhadnaggyal és egy fő német matrózzal. Porto Palazzóba hajózik, ahol a két tengerészt átadja az SMS Novara által vontatott német U6 tengeralattjárónak, majd visszatér Pólába.
- 1915. május 23-24-én részt vesz az olasz partok elleni tömegtámadásban. 4:16-kor a Manfredonia melletti vasúti töltést ágyúzza. 5:05-kor a Csepel rombolóval üldözőbe veszi az olasz Turbine rombolót, majd tüzet nyit rá. 6:25-kor az olasz romboló legénysége megadja magát, ekkor tüzet szüntet és a fedélzetére veszi a hajó parancsnokát és 19 főt, köztük 3 súlyos és 1 könnyű sebesültet. Ezután a jobb oldali ütegből sortüzet ad le a már süllyedő Turbine-re. 7:11-kor ellenséges cirkálók nyitnak tüzet a kötelékre, rövid ütközet, sérülés nélkül.
- 1915. július 13-án előretörés Pelagosához. Gépfegyverrel tüzet nyit egy ellenséges tengeralattjáróra, majd vízibombákat dob rá. Bombázza a szigeten lévő rádióállomást, közben az ellenséges tengeralattjáró torpedót lő ki rá, mely nem talál célba.
- 1915. július 22-23-án a Csepel rombolóval együtt az olasz partokhoz hajózik, ahol egy vasúti hidat és Chienti vasútállomását bombázza.
- 1915. július 22. és 28-án partraszállási akció Pelagosa szigetén, a világítótorony bombázása.
- 1915. augusztus 16-17-én bevetés Pelagosa ellen.
- 1915. szeptember 8-9-én partraszállási vállalkozás, szintén Pelagosán
- 1915. december 29-én részt vesz a Helgolanddal és a Tátra-osztály többi hajójával a Durazzói csatában. Mentőcsónakkal kimenti a Lika romboló személyzetét. Ezután elvontatja a megsérült Triglav rombolót a parti ütegek lőtávolságából. A vontatókábel szakadása után a Balaton romboló egyedül folytatja a Triglav vontatását. 15:25-kor a hátsó lövegével tüzel a Bristol típusú angol cirkálóra.
- 1916. július 3-4-én bevetés az Otrantói tengerzár ellen
- 1917. február 17-én Bari elleni repülőtámadás támogatása
- 1917. március 11-12-én bevetés az Otrantói-szorosban.
- 1917. április 25-26-án bevetés, ugyancsak az otrantói zárrendszer ellen. A Drin torkolatánál tüzet nyit egy felszínen úszó ellenséges tengeralattjáróra, majd vízibombákat dob rá.
- 1917. május 15-én kifut a Sankt Georg cirkáló és a Warasdiner romboló, illetve a torpedónaszádok társaságában, hogy segítséget nyújtsanak az otrantói ütközetből visszatérő Novara, Helgoland és Saida gyorscirkálóknak. 12:25-kor a két csoport egyesül és befutnak Gjenovicba.
- 1917. november 7-8, 27-28: Konvojkísérés
- 1917 november 29-én Bari elleni légiakciót támogatja
- 1917. december 1-jén támogatást nyújt a Valona elleni légi akcióhoz
- 1917. december 13-14-én bevetés az Otrantói-szorosban Balaton és a Csepel rombolókkal együtt
- 1918 februárjában a matrózlázadás idején Cattaróban állomásozik, de nem csatlakozik a zendülőkhöz
- 1918. június 10-én az Otrantói-szoros zárrendszere ellen tervezett nagyszabású flottaakció keretében az "A" támadócsoportba beosztva, és az SMS Viribus Unitis és az SMS Prinz Eugen csatahajókkal a Slano-öbölben tartózkodik. A Szent István elsüllyesztése és az akció félbeszakítása után befut Pólába.
- 1918 további felében konvojkíséret, tengeralattjáró-vadászat, aknatelepítés

## Sorsa a háború után
A Tátrát a háború végén az olasz flottának ítélte a szövetséges tengerészeti döntőbizottság. Ebben a minőségében vett részt 1919. március 24-én a nagy olasz győzelmi parádén, Velence előtt. Az olasz haditengerészet 1921. szeptember 27-én Fasana néven szolgálatba állította. 1923. május 27-én törlik a névjegyzékből és eladják lebontásra.